# Гозерелін
Гозерелін (англ. Goserelin, лат. Goserelinum) — синтетичний лікарський препарат, який за своєю хімічною будовою є поліпептидом та аналогом гонадотропін-рилізинг гормону, та застосовується підшкірно. Гозерелін застосовується у клінічній практиці з 1989 року.

## Фармакологічні властивості
Механізм дії препарату полягає у блокуванні рецепторів гонадотропіну в передній долі гіпофізу, при цьому спочатку підвищується рівень статевих гормонів унаслідок короткотривалої стимуляції вивільнення лютеїнізуючого гормону та фолікулостимулюючого гормону, що при тривалому прийомі змінюється значним зниженням рівня статевих гормонів у крові до посткастраційних значень у чоловіків та постклімактеричних значень або значень після видалення яєчників у жінок.

### Фармакокінетика
Гозерелін добре розподіляється в організмі після підшкірного введення. Біодоступність препарату становить близько 100 % у чоловіків. При застосуванні форм препарату із повільним вивільненням максимальна концентрація гозереліну в крові досягається повільно. Гозерелін погано (на 27 %) зв'язується з білками плазми крові. Препарат проникає через плацентарний бар'єр та в грудне молоко. Метаболізується гозерелін тканинними пептидазами. Виводиться препарат із організму із сечею переважно у вигляді метаболітів. Період напіввиведення гозереліну становить у середньому 4,2 години, і цей час може незначно збільшуватися у осіб з нирковою недостатністю.

## Покази до застосування
Гозерелін застосовується для лікування гормонозалежного раку простати, раку молочної залози у жінок у пременопаузальному та постменопаузальному періоді, при ендометріозі та гіперплазії ендометрію, а також при міомі матки.
Гозерелін застосовується при гормонозалежному раку простати (у тому числі в комбінації з бікалутамідом), при раку молочної залози у жінок у пременопаузальному та постменопаузальному періоді., при ендометріозі та гіперплазії ендометрію, при міомі матки. Гозерелін також сприяє збереженню репродуктивних властивостей жінок молодшого віку під час лікування раку молочної залози.

## Побічна дія
При застосуванні гозереліну побічні ефекти спостерігаються нечасто, найчастіше спостерігаються приливи крові, зниження лібідо, підвищена пітливість, біль у молочних залозах, шкірний висип, зниження мінералізації костей, головний біль, артеріальна гіпертензія, подовження сегменту QT на ЕКГ, серцева недостатність, інфаркт міокарда, місцеві реакції в місці ін'єкції; у чоловіків також гінекомастія, еректильна дисфункція, біль у кістках, затримка сечопуску; у жінок вагінальна сухість та кровотечі, депресія.

## Протипокази
Гозерелін протипоказаний при підвищеній чутливості до препарату, при вагітності та годуванні грудьми, у дитячому віці.

## Форми випуску
Гозерелін випускається у вигляді капсул-імплантантів для підшкірного застосування по 3,6 і 10,8 мг діючої речовини у попередньо заповненому шприці.